# Helsingin kaupungin liikennelaitos

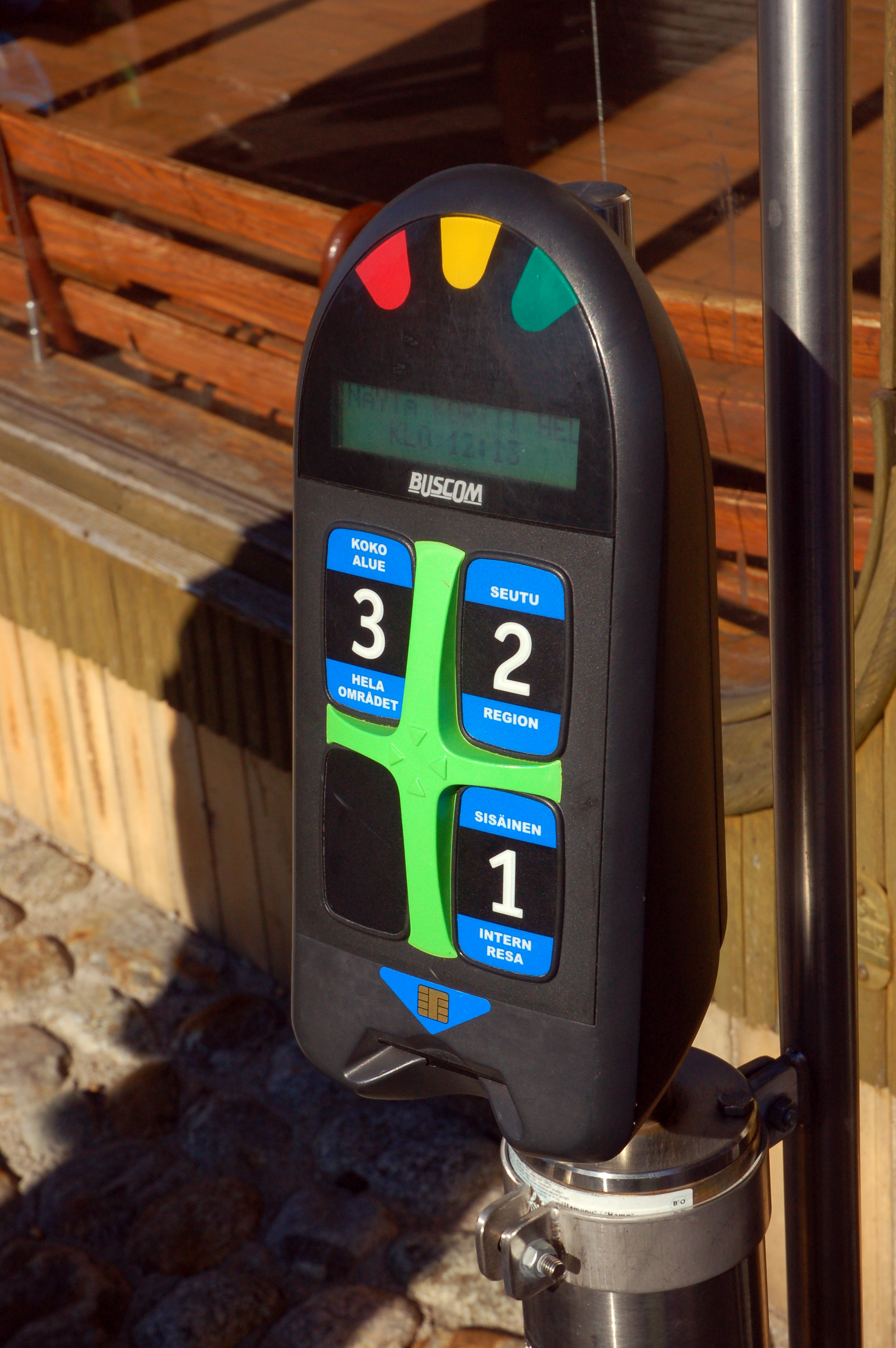
Bezahlautomat; hier fehlt links unten die „Null“ für Straßenbahn, Station an der Suomenlinna-Fähre

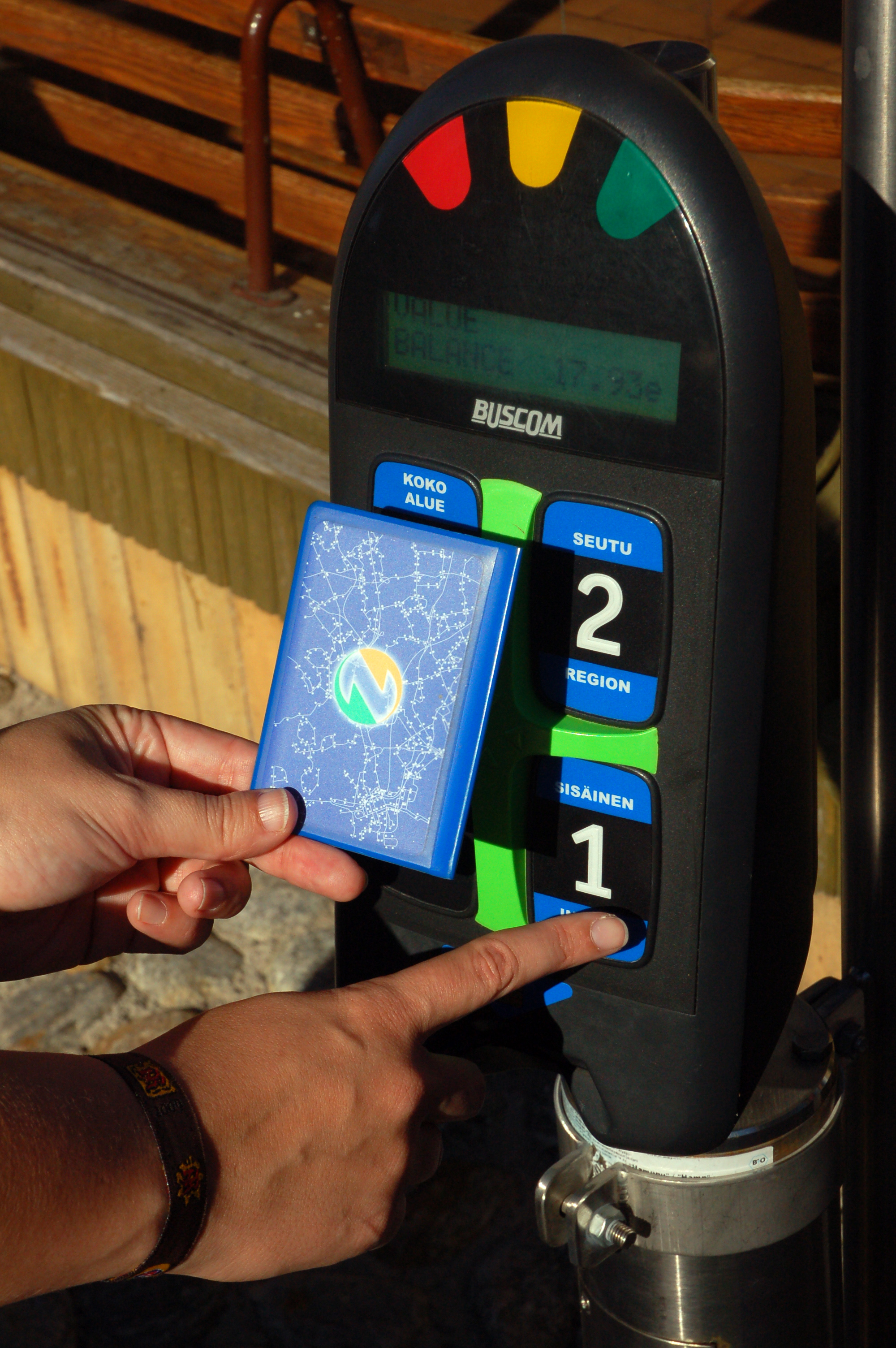
Weit verbreitet: vorbezahlte blaue „Scheckkarten“, bei Annäherung an die Bezahlstationen wird das Guthaben angezeigt

Helsingin kaupungin liikennelaitos (oder Helsingfors stads trafikverk; finnisch und schwedisch für „Verkehrsbetrieb der Stadt Helsinki“, offizielle Abkürzung HKL / HST) ist der Name der Verkehrsbetriebe der Stadt Helsinki. Sie sind im Eigentum der Stadt. Seit Anfang 2010 gehört HKL zum neugegründeten Regionalverband Helsingin seudun liikenne (HSL), der nunmehr für die Planung und Koordination des öffentlichen Nahverkehrs in der Region Helsinki zuständig ist.
HKL fungierte bis zum 1. Februar 2022 nur noch als Betreiber der Metro Helsinki, der Straßenbahn Helsinki und (über eine Tochtergesellschaft) der Fährverbindungen zur Insel Suomenlinna.
Seit Februar 2022 betreibt HKL nur noch den U-Bahn-Verkehr, ist Besitzer der U-Bahn-Infrastruktur und -Ausrüstung und für deren Wartung verantwortlich. Die Straßenbahn wird seitdem vom Unternehmen Pääkaupunkiseudun Kaupunkiliikenne, einem Gemeinschaftsunternehmen der Städte Helsinki und Vantaa, betrieben.
Der Stadtbusverkehr in Helsinki wurde bereits 2005 ausgegliedert.

## Geschichte
Von 1890 bis 1944 wurde der öffentliche Nahverkehr in Helsinki von der Gesellschaft Spårvägs- och Omnibus-Aktiebolaget i Helsingfors – Helsingin Raitiotie- ja Omnibus-Osakeyhtiö bedient. Die Stadt kaufte die Aktienmehrheit der Gesellschaft 1913. 1944 erfolgte die Umwandlung der Aktiengesellschaft in einen städtischen Betrieb.
Von 1949 bis 1974 und von 1979 bis 1985 war HKL auch Betreiberin der O-Bus-Linien von Helsinki.
Im Dezember 2004 wurde die Linienbus-Abteilung HKL-Bussiliikenne („HKL-Busverkehr“) mit dem ebenfalls voll im Besitz der Stadt befindlichen Unternehmen Suomen Turistiauto Oy („Finnische Reisebusgesellschaft AG“) fusioniert. Der Name der neuen, selbständigen Busgesellschaft ist seit Januar 2005 Helsingin Bussiliikenne Oy („Busverkehr Helsinki AG“).
Der Fährverkehr nach Suomenlinna wurde von der HKL-Tochtergesellschaft Suomenlinnan Liikenne Oy durchgeführt.
Seit dem 1. Januar 2010 ist HKL Teil des Regionalverbands Helsingin seudun liikenne (HSL).

## Betriebsdaten

### Fahrgastzahlen
Im Jahr 2004 hat HKL insgesamt 203,5 Millionen Fahrgäste befördert, davon
- 56,6 Millionen mit der Straßenbahn
- 90 Millionen in den Stadtbussen
- 55,4 Millionen mit der U-Bahn
- 1,4 Millionen auf den Suomenlinna-Fähren

### Linien bis 2022
Straßenbahn: 11

Stadtbus: 129, davon
- 90 Hauptlinien
- 8 Verstärkerlinien
- 31 Sonderlinien (Nachtbusse, Bedarfslinien, Servicelinien für Senioren)

U-Bahn: 2

Fährverkehr nach Suomenlinna: 2

## Fuhrpark

### HKL (bis 2022)
Straßenbahnzüge: 127, davon
- 82 Gelenkzüge
- 5 Vierachs-Züge
- 40 Niederflurwagen

U-Bahn-Doppeltriebwagen: 54

### Helsingin Bussiliikenne Oy (bis 2005 HKL)
Busse: 454, davon
- 94 Gelenkbusse
- 347 Normalbusse
- 16 Kleinbusse

(Stand: Januar 2004)

### Suomenlinnan Liikenne Oy (Tochtergesellschaft bis 2022)
Im Eigentum der Suomenlinnan Liikenne Oy:
- M/S Suomenlinna 2, gebaut 2004

Nur zur Sommersaison, von der Firma Sun Lines Oy im Auftrag betrieben:
- M/S Suokki, gebaut 1950 als M/S Suomenlinna (2004 von Sun Lines erworben, seitdem unter neuem Namen)
- M/S Tor, gebaut 1992

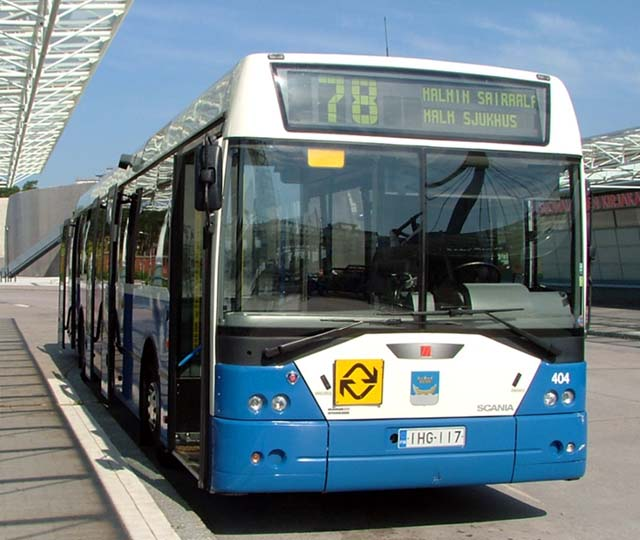
Ein Bus der Helsingin Bussiliikenne Oy (ehem. HKL)
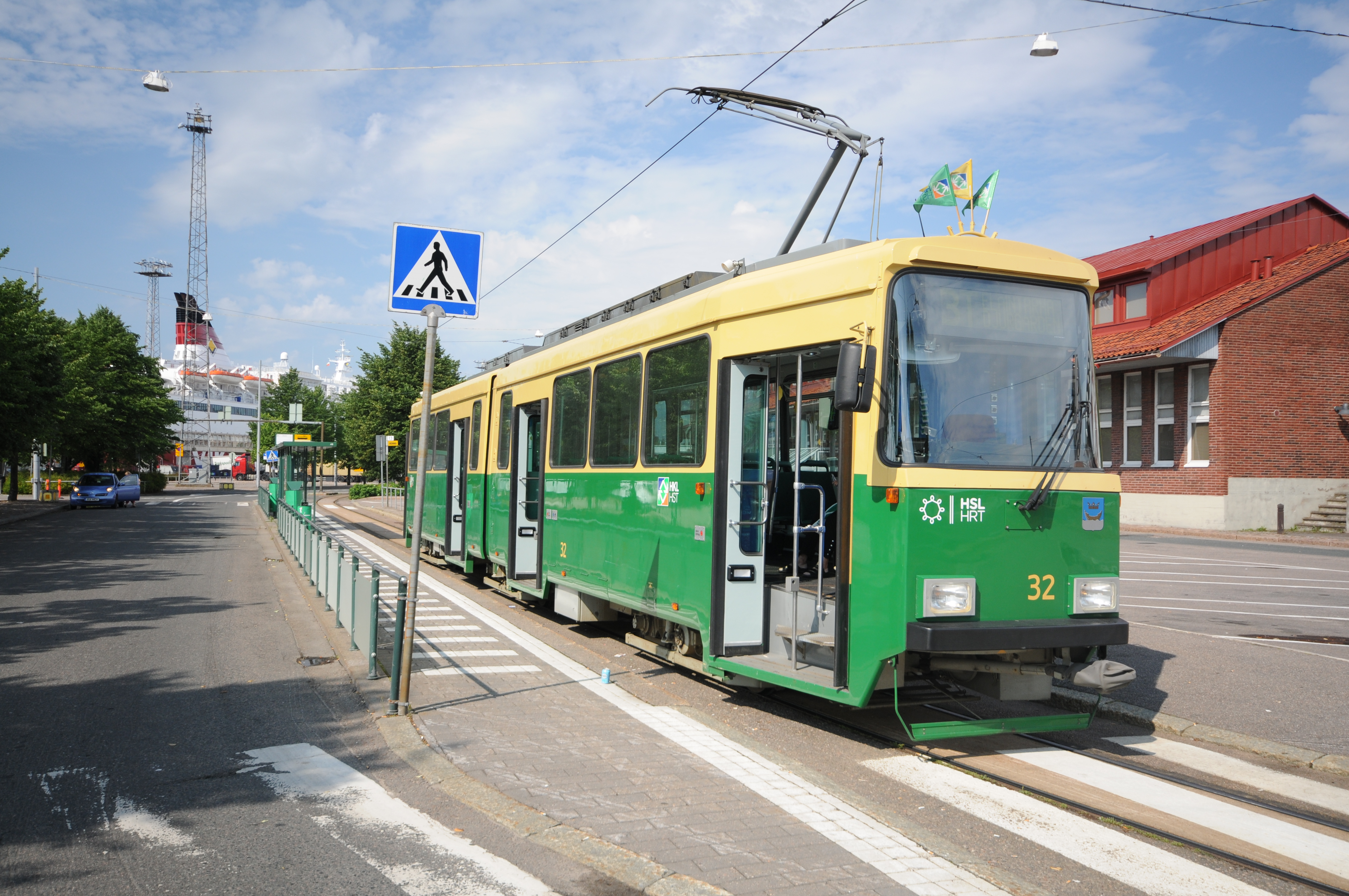
Straßenbahn der HKL im Hafen
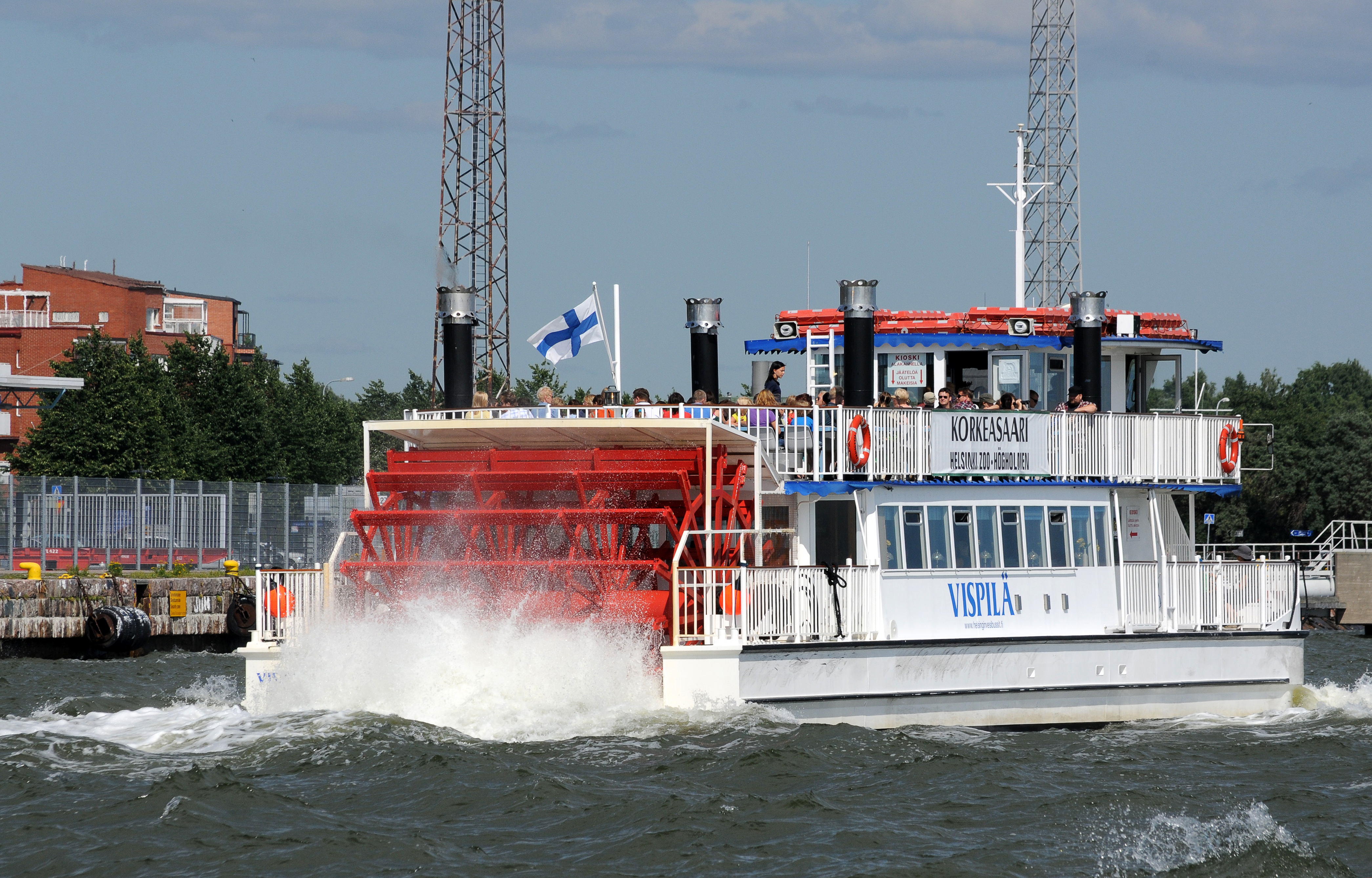
Fähre nach Korkeasaari
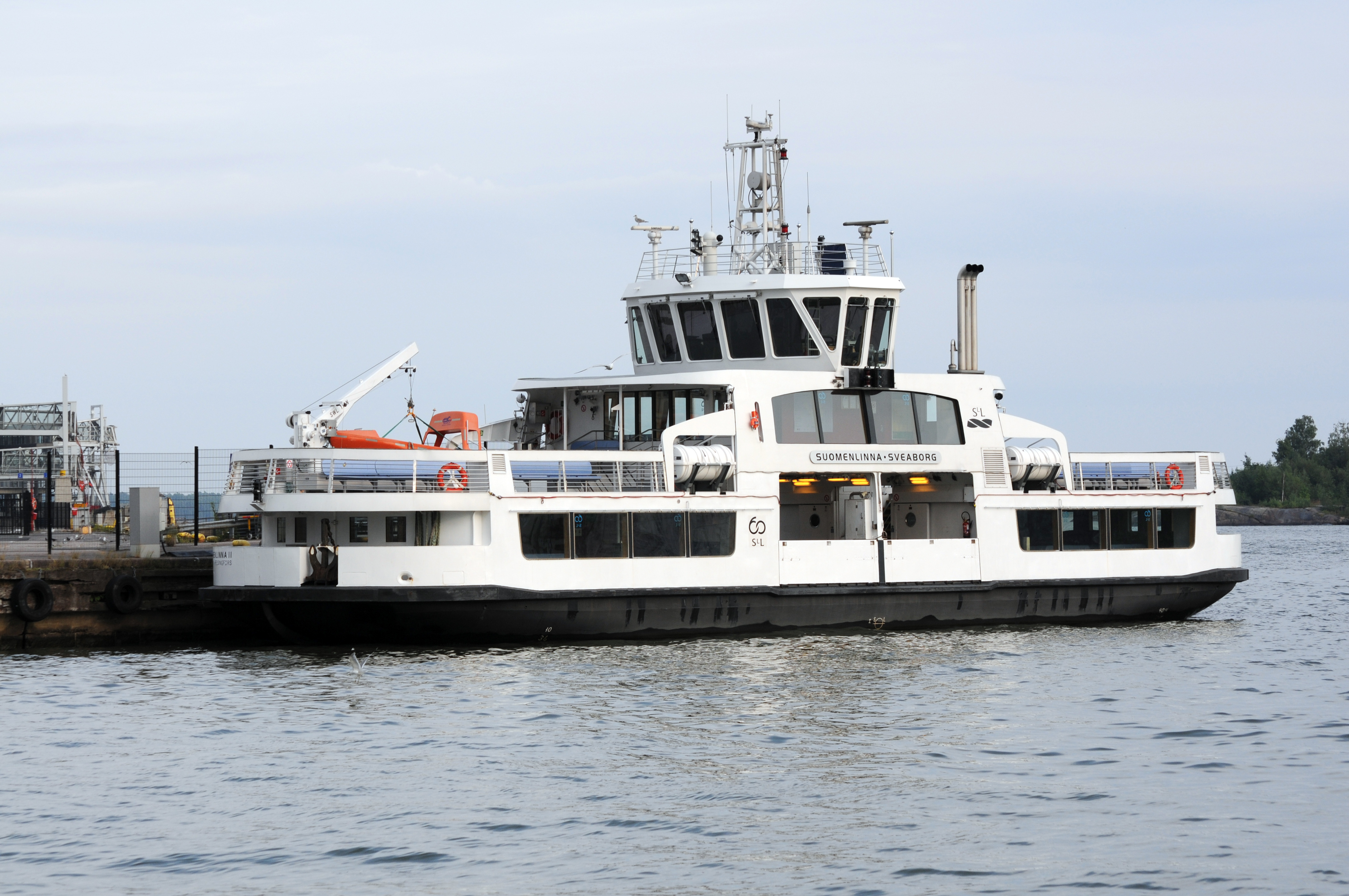
Suomenlinna-Fähre
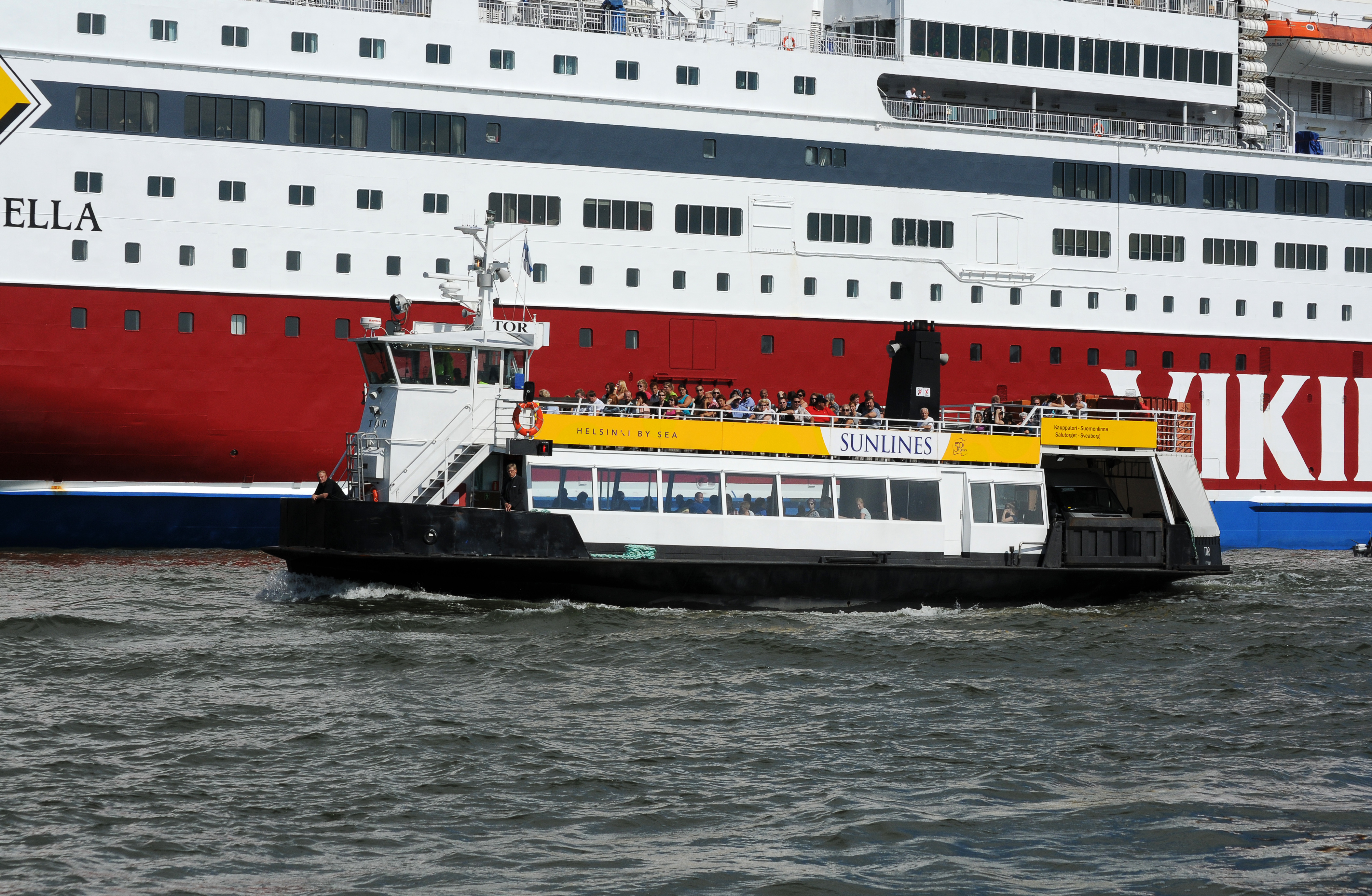
Fähre von Sun Lines Qy
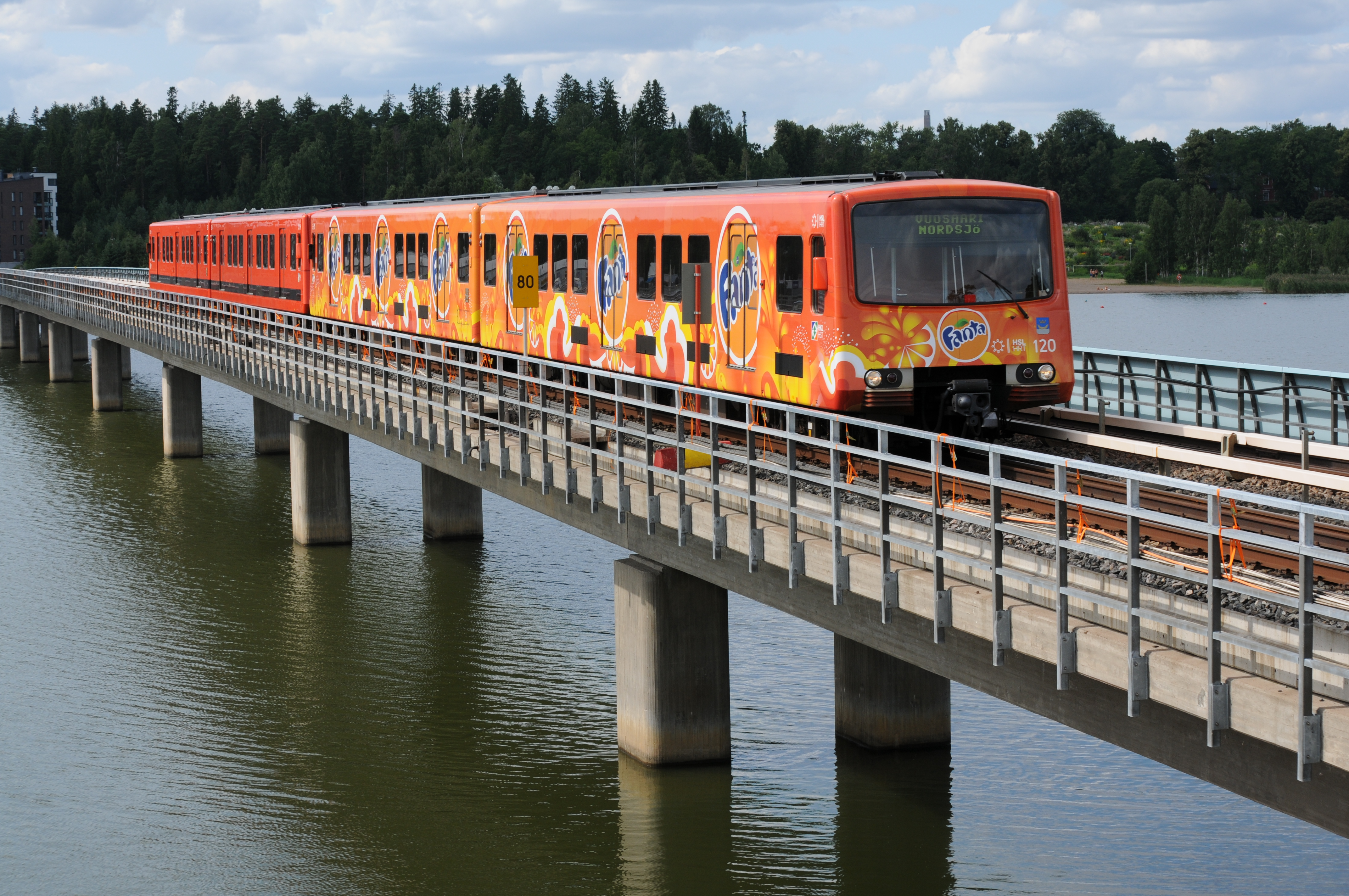
Metro Helsinki